# Lokomotiven- und Maschinenfabrik J.A. Maffei
Die Lokomotiven- und Maschinenfabrik J.A. Maffei, kurz J.A. Maffei, bis 1870 Eisenwerk Hirschau, war eine Maschinenfabrik mit Sitz in München, die von 1838 bis 1930 vor allem Lokomotiven, Schiffe und Maschinen herstellte. Nach dem Konkurs des Unternehmens infolge der Weltwirtschaftskrise von 1929 wurden die Geschäftstätigkeit und die Firma von der Lokomotivfabrik Krauss & Comp. übernommen, woraus die Krauss-Maffei AG entstand. Die Reste des ursprünglichen Unternehmens firmierten noch bis 1944 als Industriewerk Hirschau AG.

## Geschichte

### Gründung

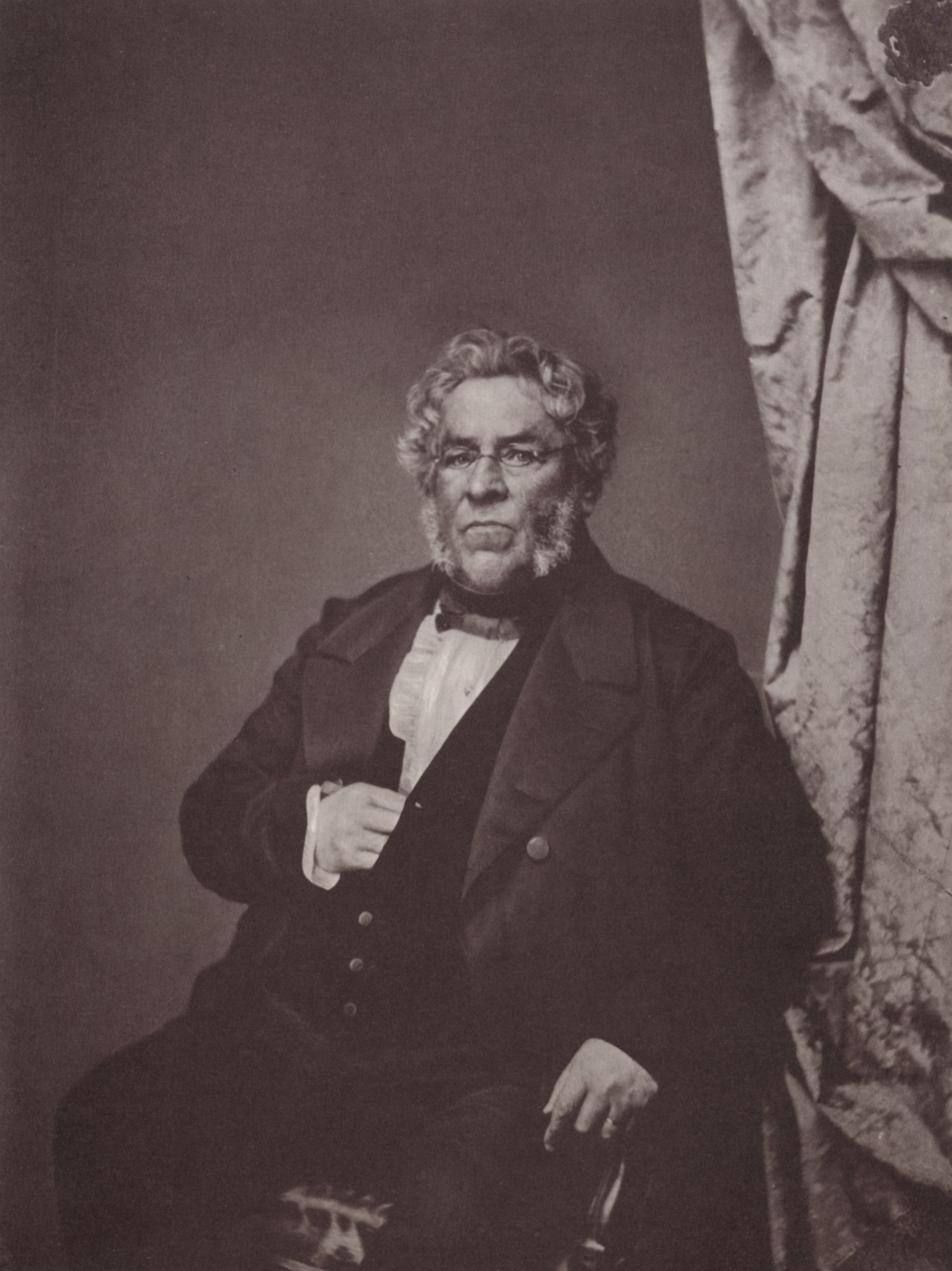
Gründer Joseph Anton von Maffei, um 1855

Der Kaufmann und Industrielle Joseph Anton von Maffei engagierte sich schon früh für den Eisenbahnbau in Bayern und wurde Vorsitzender der München-Augsburger Eisenbahn-Gesellschaft. Deren gesamte technische Ausstattung musste zunächst aus England importiert werden, ebenso kamen die Facharbeiter aus Großbritannien.
Um Bayern von Importen aus dem Ausland unabhängig zu machen, beschloss Maffei, selbst Dampflokomotiven zu bauen. Dazu erhielt er von König Ludwig I. die Konzession zum Betrieb eines Eisenwerkes. Zu diesem Zweck übernahm Maffei am 20. März 1838 den Lindauer'schen Hammer, die bayerische Hofhammerschmiede mit einer kleinen Eisengießerei in der Hirschau, dem Nordteil des Englischen Gartens in München. Das Werk war 1814 vom Hofhammerschmied Georg Lindauer am Eisbach errichtet worden – gegen den erbitterten Widerstand des Hofgartenintendanten Friedrich Ludwig von Sckell. Maffei führte das Werk als Eisenwerk Hirschau (→Lage) weiter. Die Übernahme wurde bereits 1837 eingeleitet. Später wurde daher das Jahr 1837 häufig als Gründungsjahr des Unternehmens genannt, so auch von den Konkurrenten Borsig in Berlin und Keßler in Karlsruhe bzw. Esslingen.

### Erster Lokomotivbau

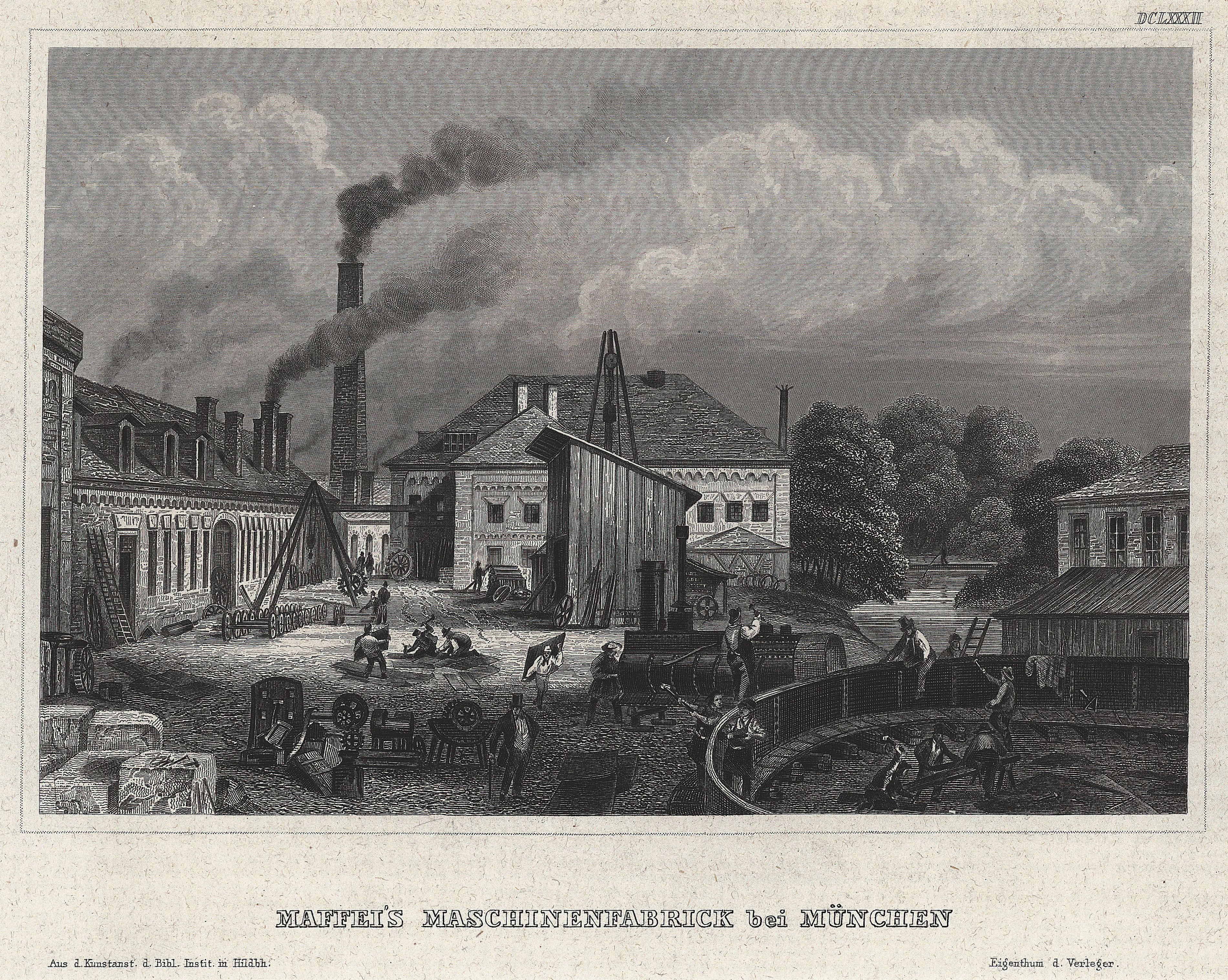
Maffei’s Maschinenfabrik in der Hirschau bei München

Für den Bau der ersten Lokomotiven warb Maffei 1839 den englischen Ingenieur Joseph Hall von der München-Augsburger-Eisenbahn-Gesellschaft ab, der dort zunächst die Montage der beiden Lokomotiven überwachte. So konnte im Jahr nach der Gründung mit dem Bau der ersten Dampflokomotive begonnen werden. Bei der Konstruktion handelte es sich um einen weitgehenden Nachbau einer englischen Lokomotive, die jedoch etwas leistungsfähiger und sparsamer war. Aus England mussten zunächst noch wichtige Bauteile wie die Radsätze importiert werden.
Sie wurde am 7. Oktober 1841 unter dem Namen Der Münchner an die München-Augsburger Eisenbahn-Gesellschaft ausgeliefert und dort erprobt. Die Auslieferung erfolgte etwa drei Monate nach der ersten vom späteren Konkurrenten Borsig gebauten Lokomotive, der „Borsig“. Trotz erfolgreicher Erprobung lehnte die im Juli 1841 gegründete Kgl. Bay. Eisenbahnbau-Kommission die Lokomotive ab, da sie nicht mit der inzwischen von Robert Stephenson erfundenen Stephenson-Steuerung ausgerüstet war. Nach längeren Verhandlungen wurde die Lokomotive schließlich Anfang 1845 zu einem Kaufpreis von 24.000 Gulden von der Eisenbahnbau-Kommission erworben. Dem Kaufpreis standen Entwicklungskosten in Höhe von 200.000 Gulden gegenüber.

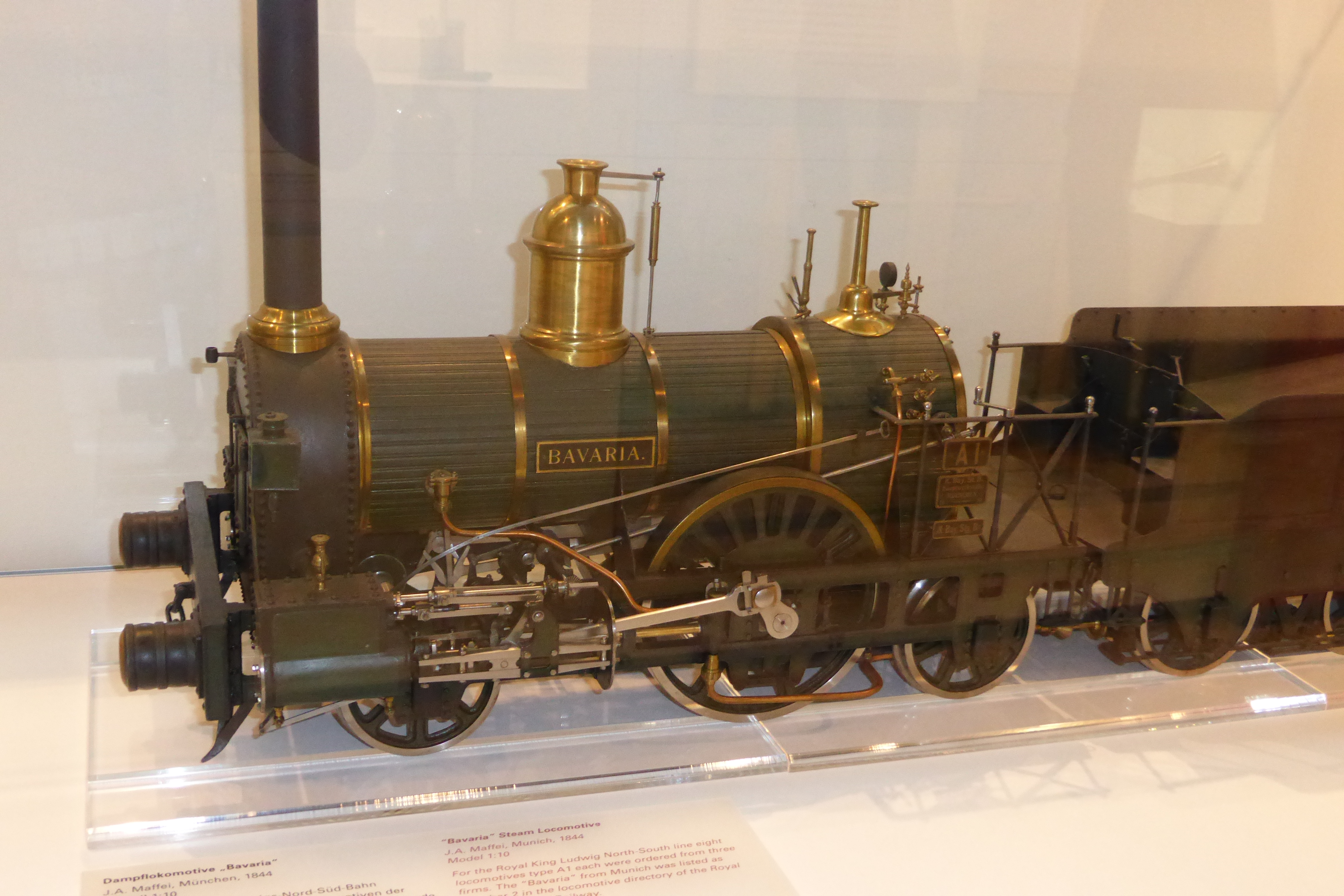
Modell der „Bavaria“

Für den Bau der Ludwig-Süd-Nord-Bahn erhielt Maffei im April 1843 den Auftrag, acht Lokomotiven der Gattung A I zu liefern. Die erste Lokomotive aus diesem Auftrag, die „Bavaria“ wurde im August 1844 ausgeliefert und zog den Eröffnungszug auf der Bahnstrecke Nürnberg–Bamberg. 1845 bestellte die Pfälzische Ludwigsbahn acht Lokomotiven, die 1846 und 1847 als Nr. 4 bis 8, sowie Nr. 13 bis 16 ausgeliefert wurden. Bis 1849 wurden 56 Lokomotiven fertig gestellt, davon 31 für die Bayerischen Staatsbahnen. Maffei begann 1845 auch mit der Produktion stationärer Dampfmaschinen.
1852 wurde die 100. Lokomotive ausgeliefert. Trotz dieser Aufträge stand das Unternehmen zwischen 1847 und 1852 mehrmals kurz vor der Insolvenz. Um Kredite zu erhalten, musste Maffei mehrfach Hypotheken auf die Fabrik und sein Privatvermögen aufnehmen. Deren Tilgung zog sich bis 1861 hin.

### Schiffbau
Mit der Eröffnung des Ludwig-Donau-Main-Kanals stieg Maffei 1847 auch in den Schiffbau ein. Das erste Dampfschiff wurde in der Hirschau vorgefertigt und in Donauwörth montiert. Es trug daher den Namen „Stadt Donauwörth“. Donauwörth war zu diesem Zeitpunkt der einzige bayerische Donauhafen mit Eisenbahnanschluss. Der Dampfer erfüllte jedoch nicht die gestellten Anforderungen, was vor allem an den vom Auftraggeber vorgegebenen Schiffsabmessungen lag.
Im Juni 1848 bestellte die Kgl. Bayerische Donau-Dampfschiffahrts-Gesellschaft (KBDD) einen weiteren Dampfer, der in Regensburg montiert wurde. Ein weiteres, Anfang 1850 bestelltes Schiff wurde erstmals komplett in der Hirschau gebaut und über die Isar nach Regensburg überführt. Beide Schiffe wurden von der KBDD übernommen und bewährten sich auf Dauer. Maffei ließ auf eigene Kosten ein weiteres Dampfschiff bauen. Nach langen Verhandlungen wurde der Dampfer schließlich im August 1850 zu einem Kaufpreis von 42.000 Gulden von der KBDD erworben. Zwei weitere Schiffe für die KBDD folgten Anfang der 1850er Jahre. Im März 1851 lieferte Maffei für die Schifffahrt auf dem Starnberger See das erste Dampfschiff Maximilian.
Um neben der Kgl. Bayerische Donau-Dampfschiffahrts-Gesellschaft auch die österreichische Erste Donau-Dampfschiffahrts-Gesellschaft (DDSG) beliefern zu können und um den Transport zu vereinfachen, erwarb Maffei Ende 1852 in Regensburg ein Grundstück auf dem Unteren Wöhrd. In der Regensburger Werft, auch Maffei'sche Werkstätten genannt, wurden zwischen 1855 und 1858 insgesamt 50 Dampfer und Schleppkähne gebaut.

### Weitere Entwicklung

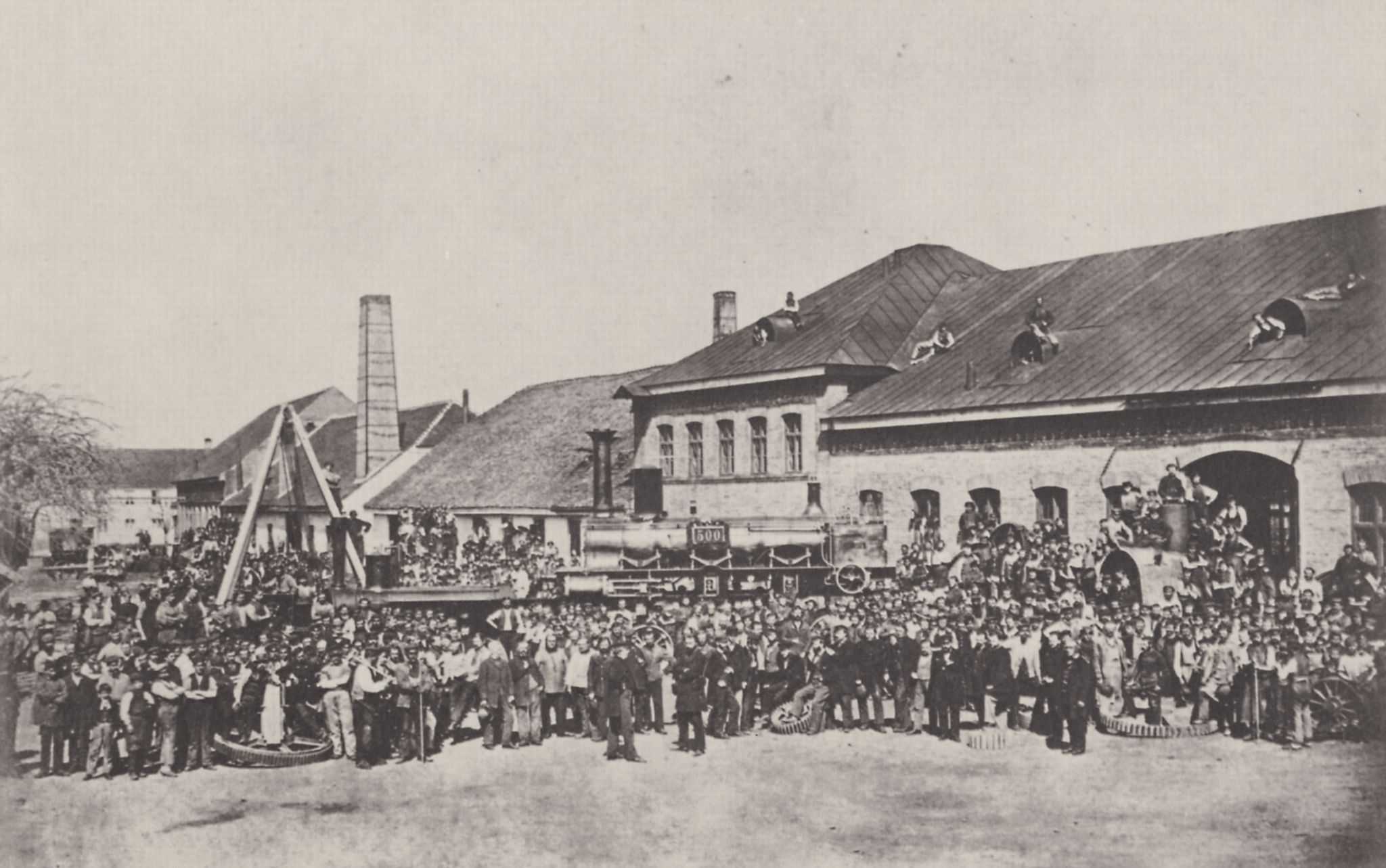
Belegschaft der Lokomotivfabrik Maffei mit der 500. Lokomotive (1864)

Nicht nur im Bereich der Eisenbahn war Maffei aktiv, so lieferte das Unternehmen 1846 eine Dampfmaschine mit der Fabriknummer 16 (als erste von insgesamt zehn bis 1916 eingesetzten) an Ludwig August Riedinger für den Betrieb der Mechanischen Baumwollspinnerei und -weberei Augsburg.
Um die geeignetste Lokomotive zu finden, fand 1851 ein Wettbewerb an der Semmeringbahn statt, den Maffei mit der Bavaria gewann. Dieser Erfolg führte zum internationalen Durchbruch von Maffei, insbesondere beim Bau von Gebirgslokomotiven. Damit gehörte das Eisenwerk Hirschau zu den größten deutschen Lokomotivfabriken.
Mit der Produktionsaufnahme eines Eisenwerks bei Burglengenfeld in der Oberpfalz durch die Commanditgesellschaft auf Aktien T. Michiels, H. Goffard & Cie, der späteren Maxhütte, an der Maffei beteiligt war, konnten ab 1853 Halbzeuge für den Maschinenbau von dort bezogen werden. Bayern wurde so unabhängig von den Importen aus anderen Zollvereinstaaten sowie Belgien und Großbritannien.
Zu dieser Zeit wurden die ersten Eisenbrücken errichtet. Maffei erweiterte 1858/59 dazu die Regensburger Werft um eine Brückenbauwerkstatt. Über 300 Beschäftigte hatte damals Maffei in Regensburg. In der Regensburger Brückenbau-Anstalt wurden für die 1856 gegründete Actiengesellschaft der bayerischen Ostbahnen zahlreiche kleine Brücken, sowie mehrere große Brückenbauwerke über Donau, Inn und Isar hergestellt. Zusätzlich lieferten die Eisenwerke Hirschau zwischen 1857 und 1875 knapp 220 Lokomotiven an die Bayerische Ostbahn. Diese wurden somit zu einem wichtigen Auftraggeber für Maffei.
1864 wurde die 500. Dampflokomotive ausgeliefert. Schon zum damaligen Zeitpunkt sorgte sich Maffei um seine Belegschaft, gründete einen Wohltätigkeitsfonds und sorgte für eine betriebseigene Pensionskasse. Seit 1848 gewährte Maffei finanzielle Unterstützung bei Krankheit und Invalidität.
Die Lokomotivfabrik J.A. Maffei konnte viele internationale Aufträge akquirieren. Neben der Produktion von Dampflokomotiven bildete der Bau von stationären Dampfmaschinen und Kesseln einen wichtigen Produktionszweig.
Nachdem 1870 Josef Anton von Maffei verstorben war, erbte sein Neffe Hugo von Maffei die Eisenwerke Hirschau, der fortan die Geschicke des Unternehmens lenkte. 1870 wurde auch die 800. Lokomotive ausgeliefert. Die Regensburger Niederlassung erbten die Brüder des Verstorbenen, Johann und Carl Friedrich von Maffei. Hier wurde 1872 das letzte große Brückenbauwerk gefertigt und schließlich im Juni 1881 die Produktion eingestellt, nachdem 1875 mit der Verstaatlichung der Bayerischen Ostbahn der größte Auftraggeber weggefallen war.
Mit der Großen Depression ab 1873 ging der Lokomotivenabsatz stark zurück, den Maffei jedoch mit der Produktion von Dampffeuerspritzen, Lokomobilen, Einrichtungen für Ölmühlen und Brauereien, sowie Dampfschiffen für die bayerischen Seen teilweise kompensieren konnte. Ab 1880 wurden auch noch Dampfwalzen hergestellt. 1878 wurde von Maffei die 1000. Lokomotive ausgeliefert.
1890 konstruierte der Ingenieur Anton Hammel die erste normalspurige Dampflokomotive der Bauart Mallet für die Gotthardbahn-Gesellschaft. Diese wurde als Ed 2x3/3 eingereiht.
Im Jahr 1900 wurde die 2000. Dampflokomotive des Unternehmens ausgeliefert. Sie ging an die Königlich Bayerischen Staatseisenbahnen. 1901 wurde die Energieversorgung der Fabrik in der Hirschau erweitert. Zur Vereinfachung des bisher mit Pferdefuhrwerken durchgeführten Lokomotivtransports erhielt die Lokomotivfabrik in der Hirschau 1902 einen eigenen Gleisanschluss an den Bahnhof München-Schwabing.
Auf Basis der zwei aus Amerika importierten Lokomotiven der Gattung S 2/5 entwickelte ab 1903 der Ingenieur Anton Hammel eine Typreihe von gleichartigen Schnellzuglokomotiven mit Barrenrahmen und Vierzyklinder-Verbundtriebwerk. Aus dieser Reihe entstammt auch die S 2/6, welche am 2. Juli 1907 den deutschen Rekord für Dampflokomotiven aufstellte.
1905 nahm die Tochtergesellschaft Helms & Pfenninger in der Hirschau die Produktion von Dampfturbinen auf. Zunächst baute man Kleinturbinen für die Turbogeneratoren von Lokomotiven. Später wurden auch größere Turbinen gefertigt.
Als erste deutsche Pacific-Lokomotive wurde 1907 die Badische IV f gebaut.
1908 wurde das Werk durch den Bau neuer Fabrikhallen modernisiert. Im Oktober 1907 wurden mit der Berliner Maschinenbau-AG (BMAG), vormalig L. Schwartzkopff in Wildau bei Berlin die Maffei-Schwartzkopff-Werke (MSW) zur Herstellung elektrischer Ausrüstung gegründet. Diese errichten ebenfalls in Wildau ein Werk, von wo 1910 die erste Elektrolokomotive ausgeliefert wurde. Die MSW hatte 1908 dazu mit der Bayerischen Staatsbahn einen Vertrag geschlossen.
1915 wurde die 4000. Lokomotive fertiggestellt.
Ab 1924 bauten die Maffei-Schwartzkopff-Werke auch Diesellokomotiven. Weitere Elektrolokomotiven wurden ab 1925 zusammen mit den Siemens-Schuckertwerken (SSW) und der AEG produziert.
Als letztes Schiff wurde 1924 das Motorboot Stegen für die Amperschifffahrt gebaut.

### Niedergang, Insolvenz und Übernahme von Vermögenswerten durch Krauss

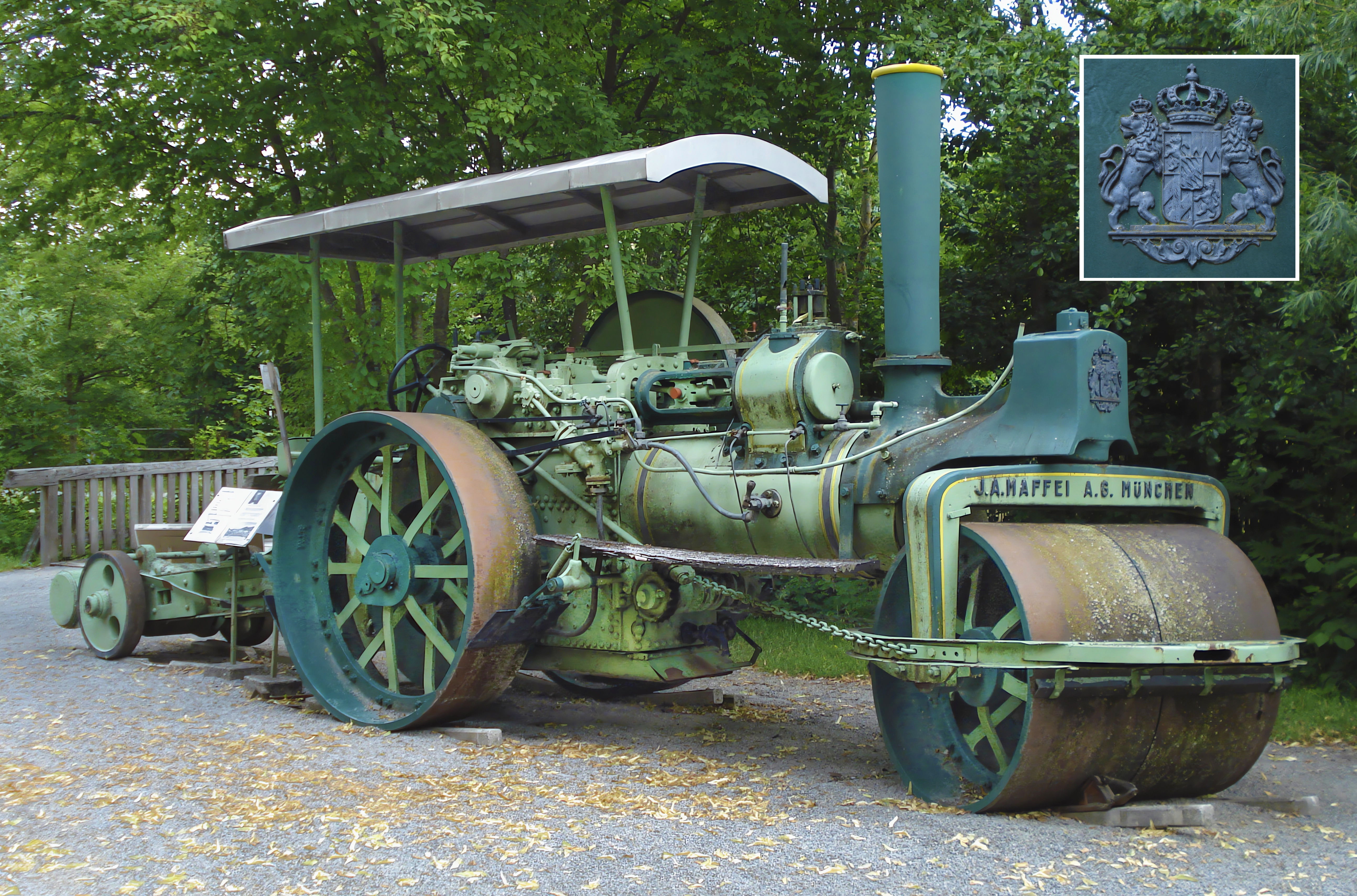
Straßenwalze von 1928 im Freilandmuseum Fladungen

Nach dem Tod von Hugo von Maffei im Mai 1921 ging das Unternehmen in den Besitz einer Erbengemeinschaft über. Nach dem Ersten Weltkrieg wurden von 1918 bis 1924 Lokomotiven für Reparationslieferungen hergestellt. Mitte der 1920er Jahre sanken die Auftragseingänge im deutschen Lokomotivenbau auf weniger als ein Viertel des Vorkriegsniveaus. Den beiden Direktoren Anton Hammel und Heinrich Wirth gelang es nicht, das Unternehmen an diese neue Situation anzupassen. Nach dem Tod von Anton Hammel im März 1925 und da Wirth den Posten niederlegen wollte, wurde Carl August Canaris zum 1. Januar 1926 zum Generaldirektor ernannt. Um das Unternehmen aus der Krise zu führen, ließ Canaris die Produktionspalette von Maffei kontinuierlich erweitern. So begann Maffei 1926 unter anderem mit Produktion von Straßenwalzen mit Dampf- und Dieselantrieb, ab 1928 mit der Herstellung von Zugmaschinen und industriellen Zentrifugenbau.
Das Unternehmen wurde zum 1. Januar 1927 von einer Personengesellschaft in eine Aktiengesellschaft umgewandelt, deren Aktien zunächst vollständig im Besitz der Erbengemeinschaft verblieben. Um einen Gewinn ausweisen zu können und um weitere Kredite zu erhalten, manipulierte Canaris die Bilanz des Geschäftsjahres 1927, obwohl das Unternehmen weiterhin Verluste erwirtschaftete. In dieser Zeit trat die Lokomotiv- und Maschinenfabrik Henschel & Sohn AG aus Kassel an Maffei heran, um über eine mögliche Fusion zu verhandeln. Am 20. Oktober 1928 wurde Maffei durch einen Aktientausch von Henschel übernommen, wofür die Erbengemeinschaft Henschel-Aktien im Werk von 3,2 Mio. Reichsmark erhielt.
Im Geschäftsjahr 1928 erwirtschaftete Maffei einen so hohen Verlust, dass Henschel es mit weiteren Zuschüssen unterstützen musste und die Aktien praktisch wertlos waren. Zusätzlich belastete ab Oktober 1929 die Weltwirtschaftskrise das Unternehmen. Nach dem Bekanntwerden der Bilanzmanipulation trennte sich Henschel Ende 1929 von Canaris und gab die J.A. Maffei AG an die Deutsche Bank ab. Henschel verklagte die Erbengemeinschaft auf Schadenersatz, der Streit wurde unter Vermittlung der Deutschen Bank außergerichtlich beigelegt und die Erbengemeinschaft gab die Henschel-Aktien an die Familie Henschel wieder zurück. Im Gegenzug sollte die Erbengemeinschaft die Aktien der J.A. Maffei AG zurückerhalten, musste aber schließlich darauf verzichten.
Nach der rückabgewickelten Übernahme durch Henschel & Sohn wurden der Unternehmensname und das Geschäft am 20. Januar 1931 von der Lokomotivfabrik Krauß & Comp. AG, ebenfalls in München, übernommen. Werksanlagen und Mitarbeiter von Maffei wurden nicht übernommen. Es entstand die Lokomotivfabrik Krauß & Comp. – J.A. Maffei A.-G., das neue Unternehmen firmierte ab 1940 als Krauss-Maffei.
Anfang 1931 wurden rund 1500 Arbeiter und Angestellte von Maffei entlassen. Das Unternehmen bestand jedoch unter dem Namen Industriewerk Hirschau AG zunächst weiter, umfasste aber nur noch rund 150 Arbeiter und Angestellte und führte die Fertigung von Schleudermaschinen weiter. Im Herbst 1944 war die Liquidation abgeschlossen und die Industriewerk Hirschau AG aufgelöst und der Zentrifugenbau an Krauss-Maffei übergeben. Die Werksanlagen in der Hirschau wurden von den Gläubigern verwertet und ab 1935 abgerissen. Nur das Wasserkraftwerk blieb bestehen. Heute erinnert fast nichts mehr an die Lokomotivfabrik mitten im Englischen Garten.
Die Maffei-Schwartzkopff-Werke GmbH in Wildau bei Berlin gingen bereits 1932 in Liquidation.

## Fahrzeuge

### Lokomotiven
Bekannte Produkte der Lokomotivfabrik waren die Schnellzuglokomotiven der Baureihen S 2/6 (Schnellfahrrekord 1907: 154 km/h) und S 3/6, die heute im Verkehrsmuseum Nürnberg bzw. im Verkehrszentrum des Deutschen Museums in München ausgestellt sind. Zwischen 1841 und 1931 wurden nachweislich 5459 Lokomotiven gebaut. Größter Kunde war die Bayerische Staatsbahn, welche insgesamt 2234 Lokomotiven bei Maffei bestellte.

Lokomotivgalerie
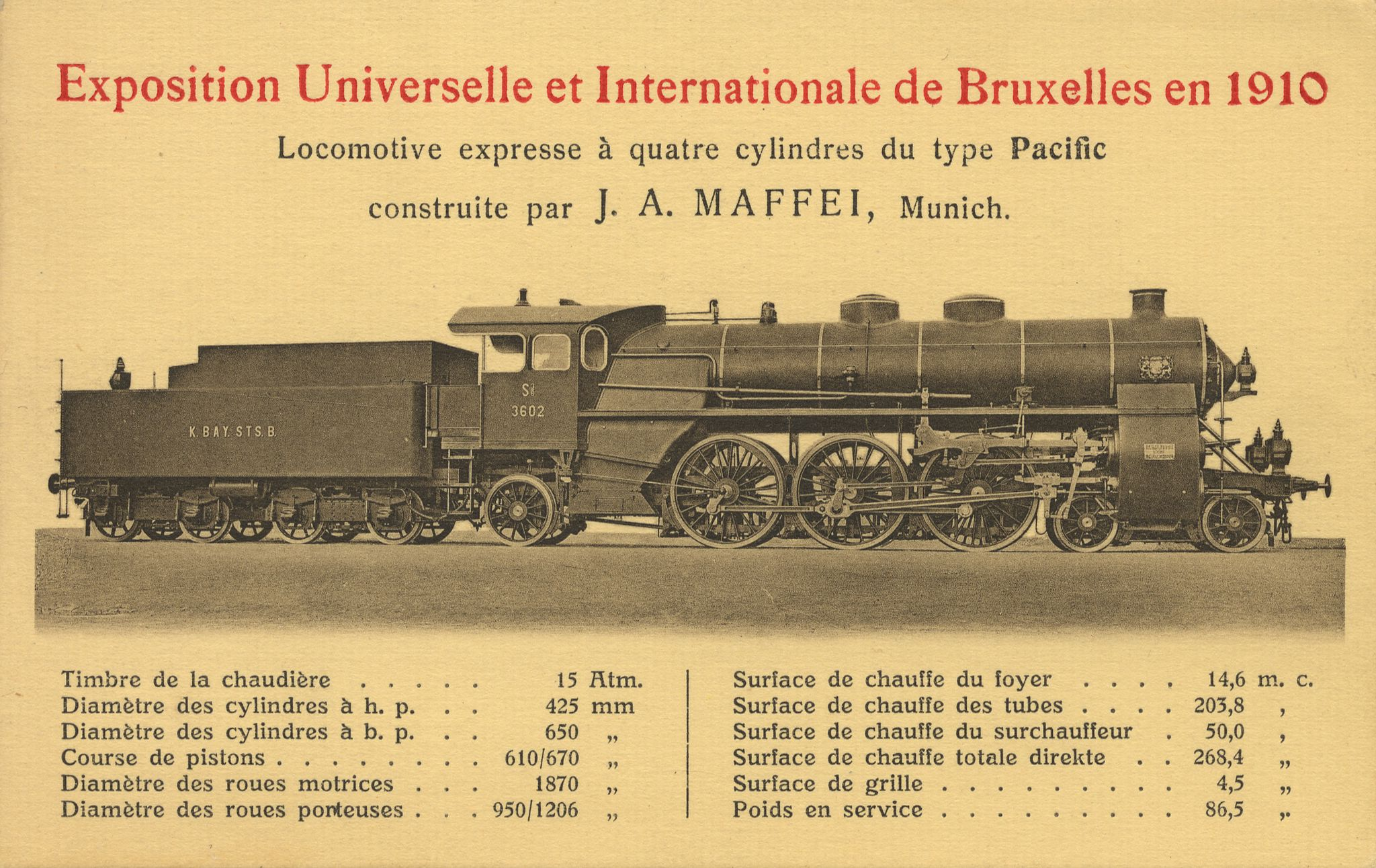
Heißdampf-Schnellzuglokomotive der Baureihe S 3/6
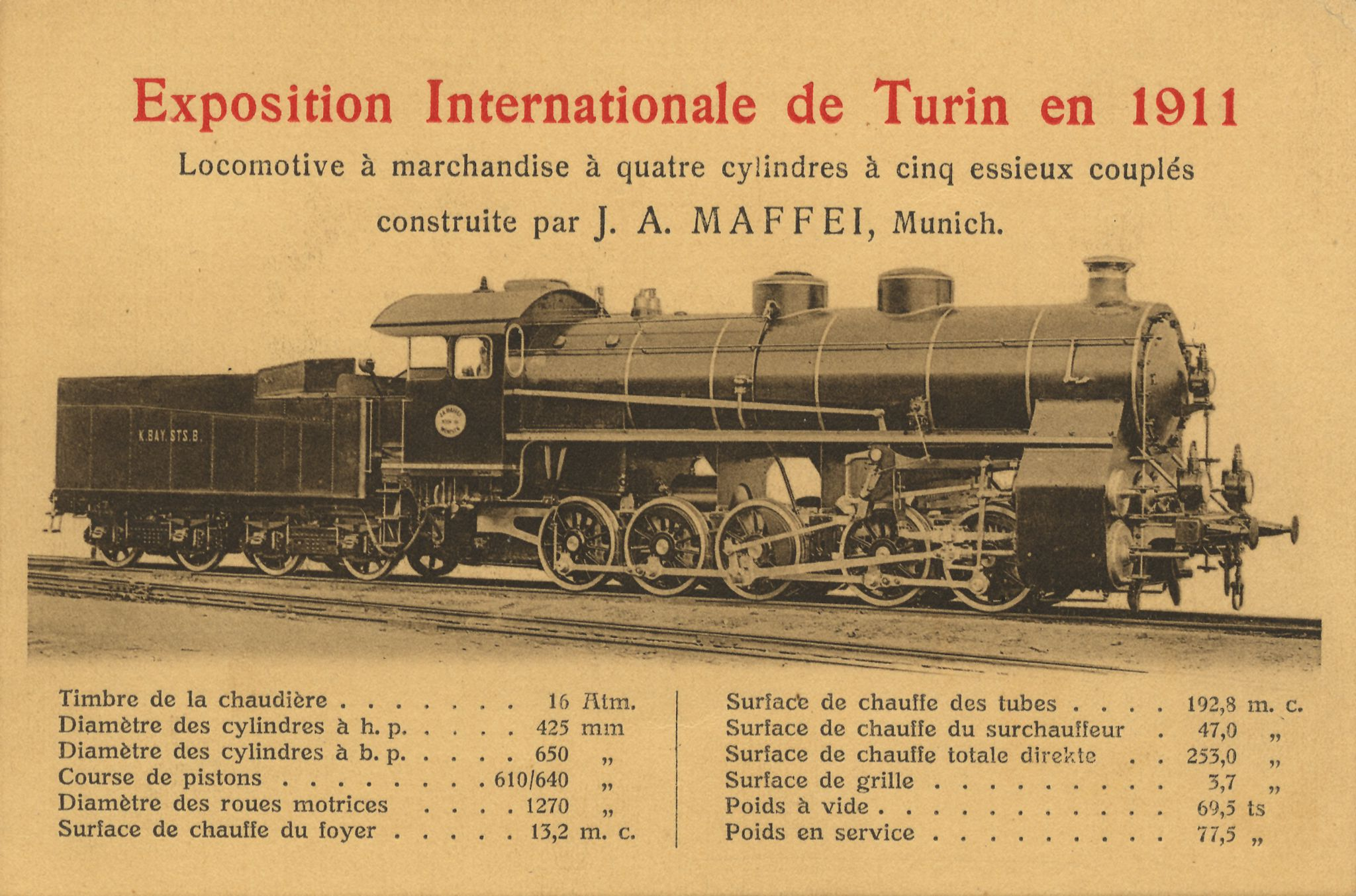
Heißdampf-Güterzuglokomotive der Baureihe G 5/5
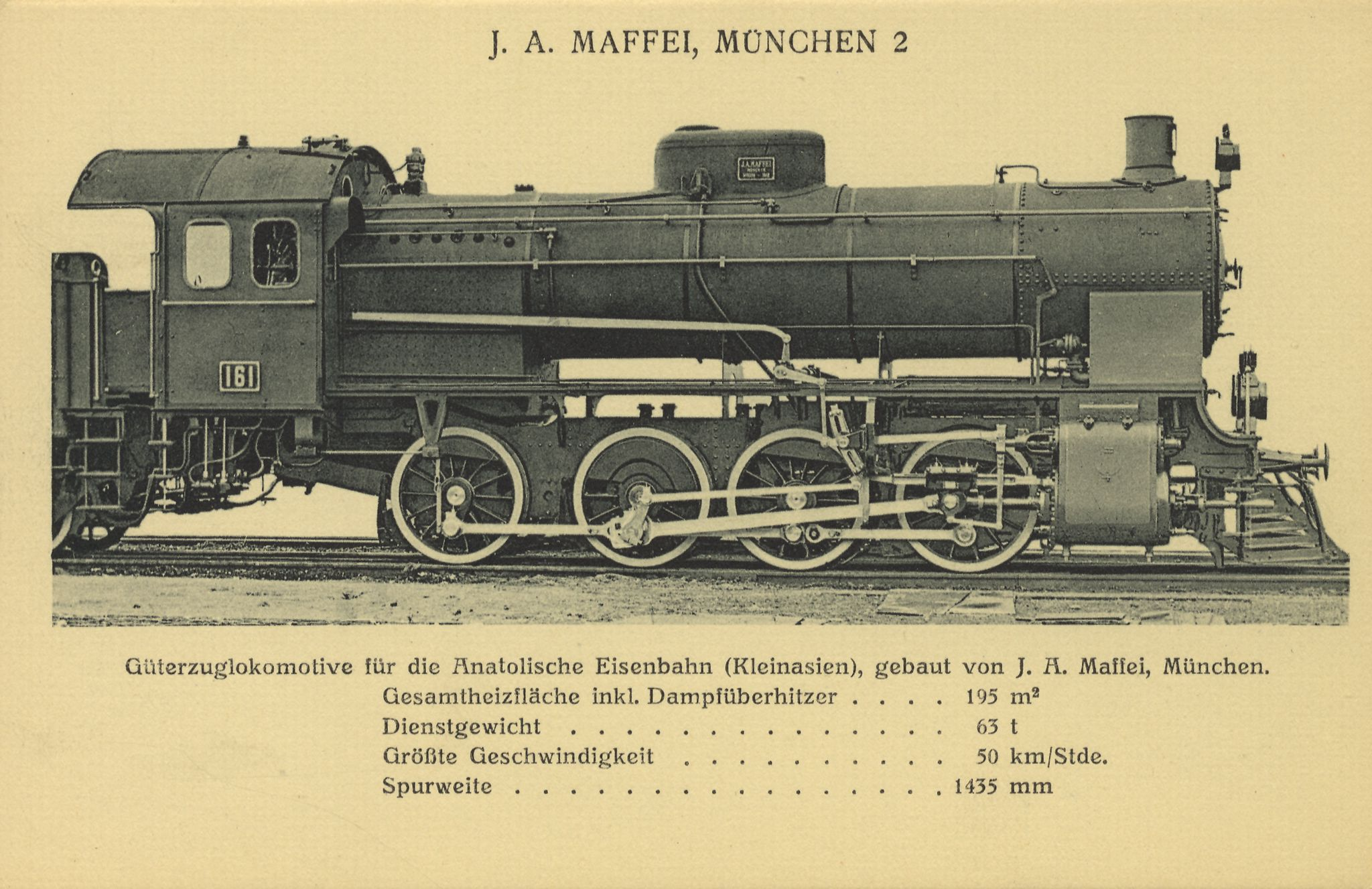
Güterzuglokomotive für die Anatolische Eisenbahn (Kleinasien)
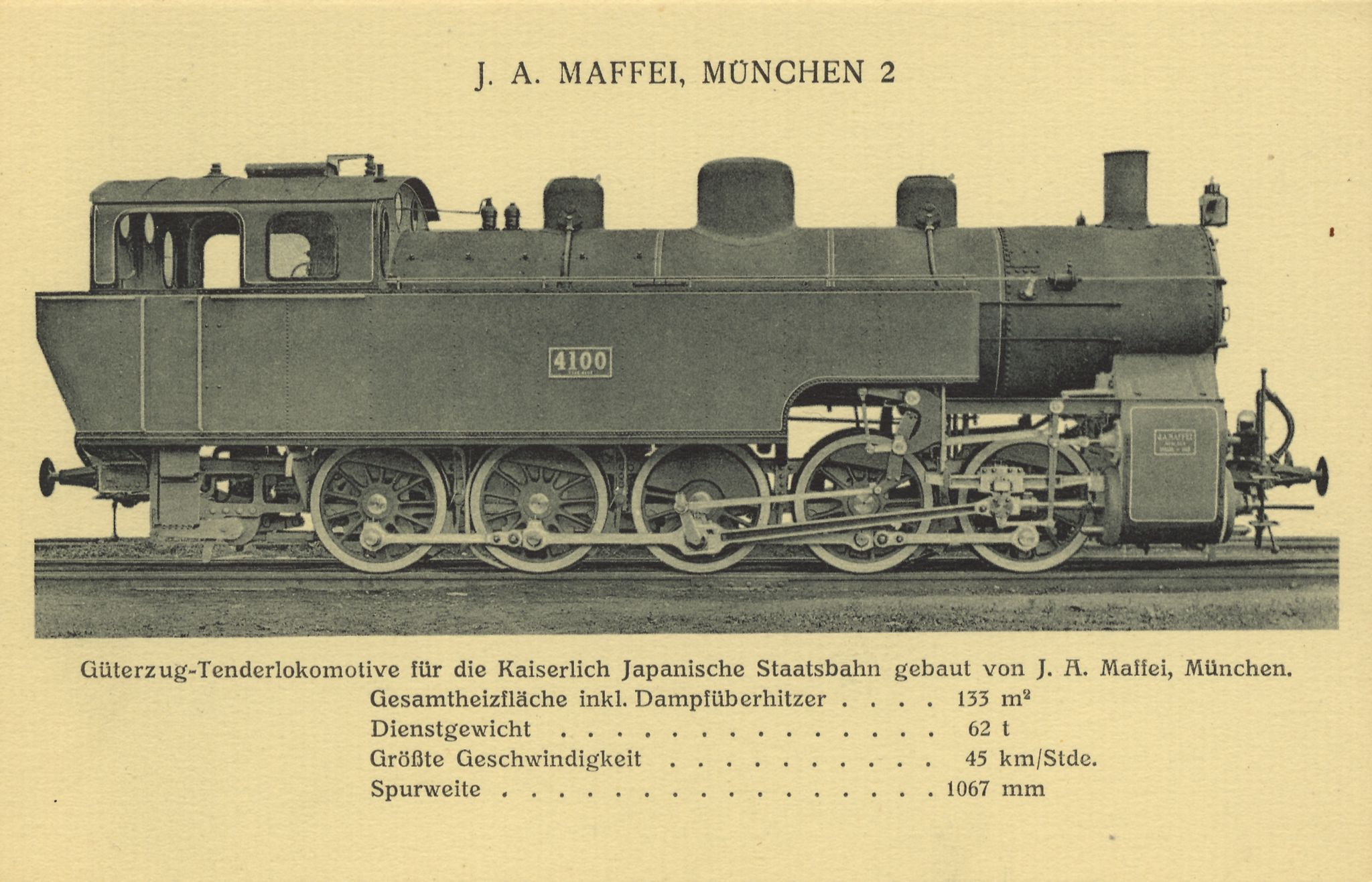
Güterzugtenderlokomotive für die Kaiserlich Japanische Staatsbahn
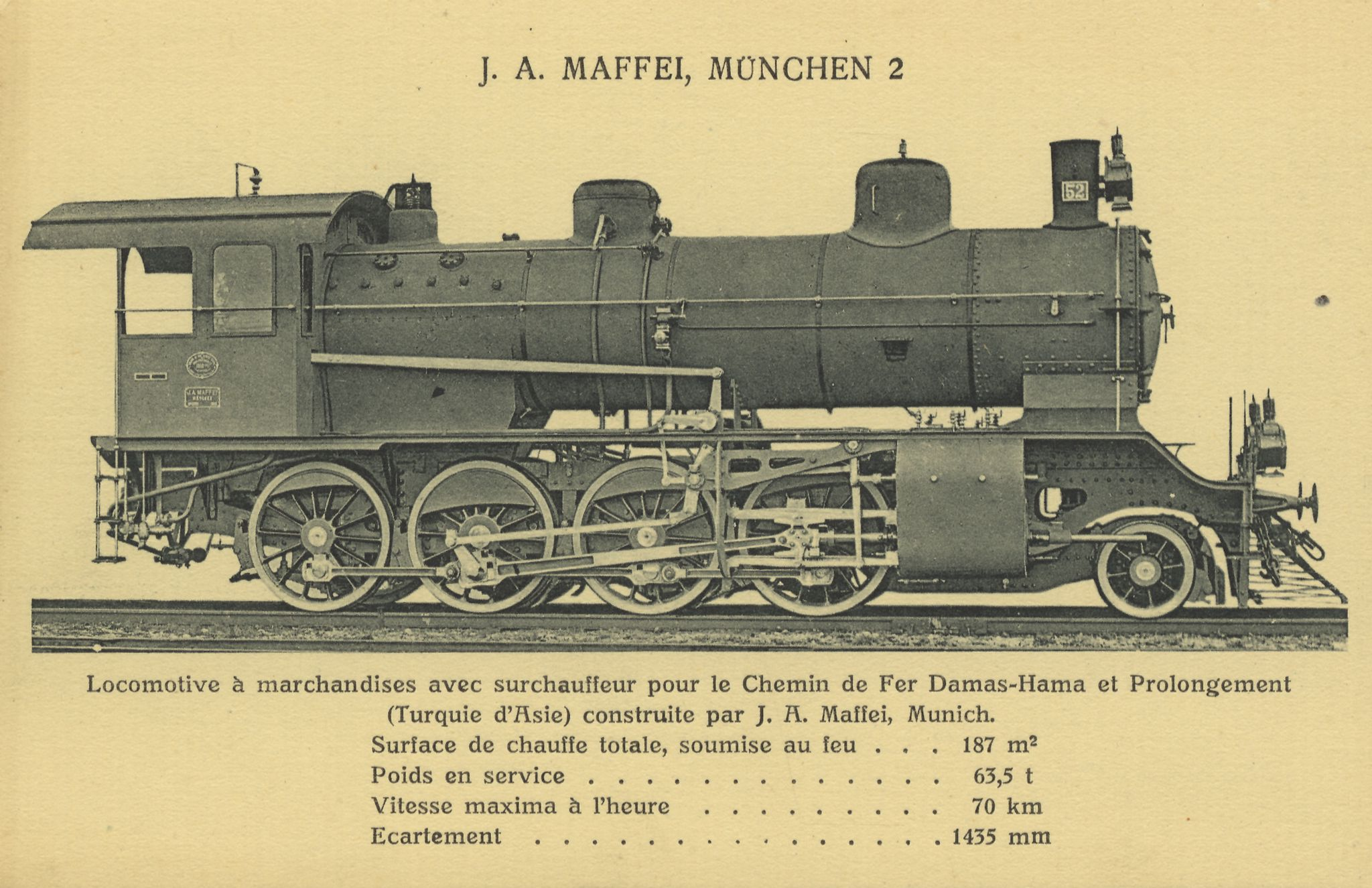
Lokomotive für die Eisenbahnstrecke Damas-Hama
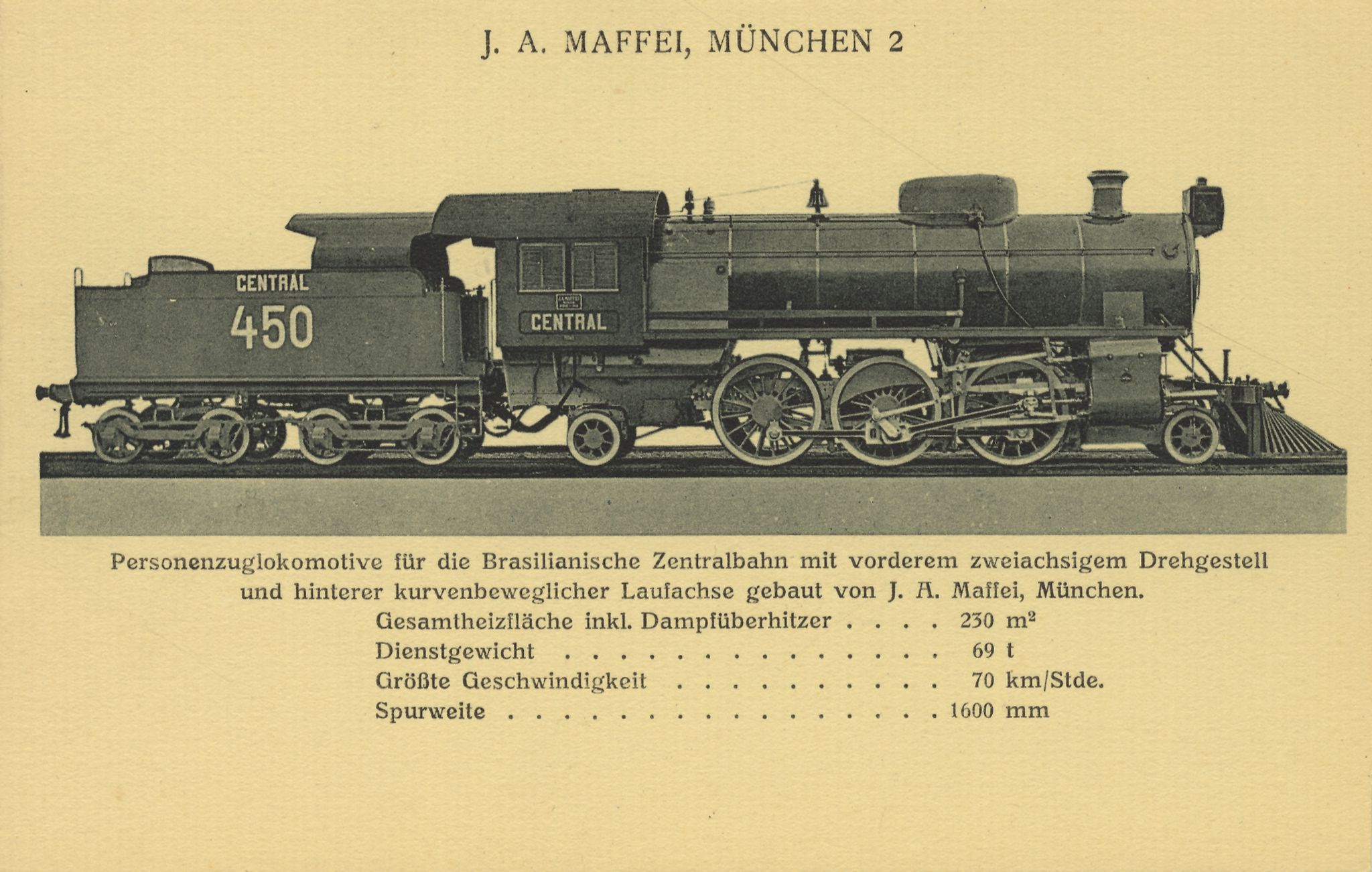
Personenzuglokomotive für die Brasilianische Zentralbahn
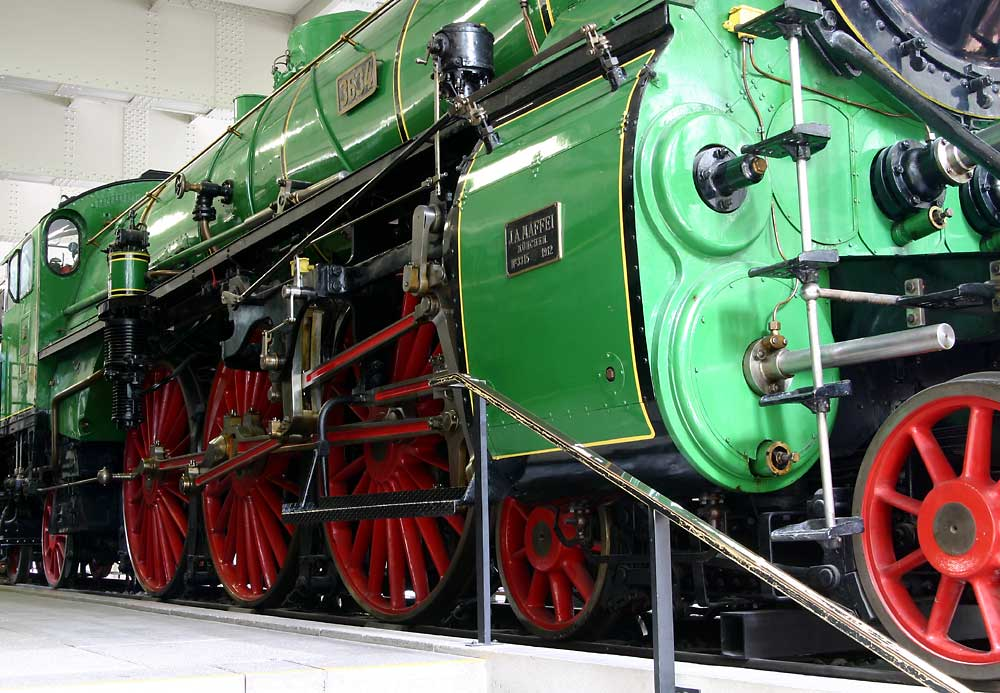
Bayerische S 3/6 im Deutschen Museum
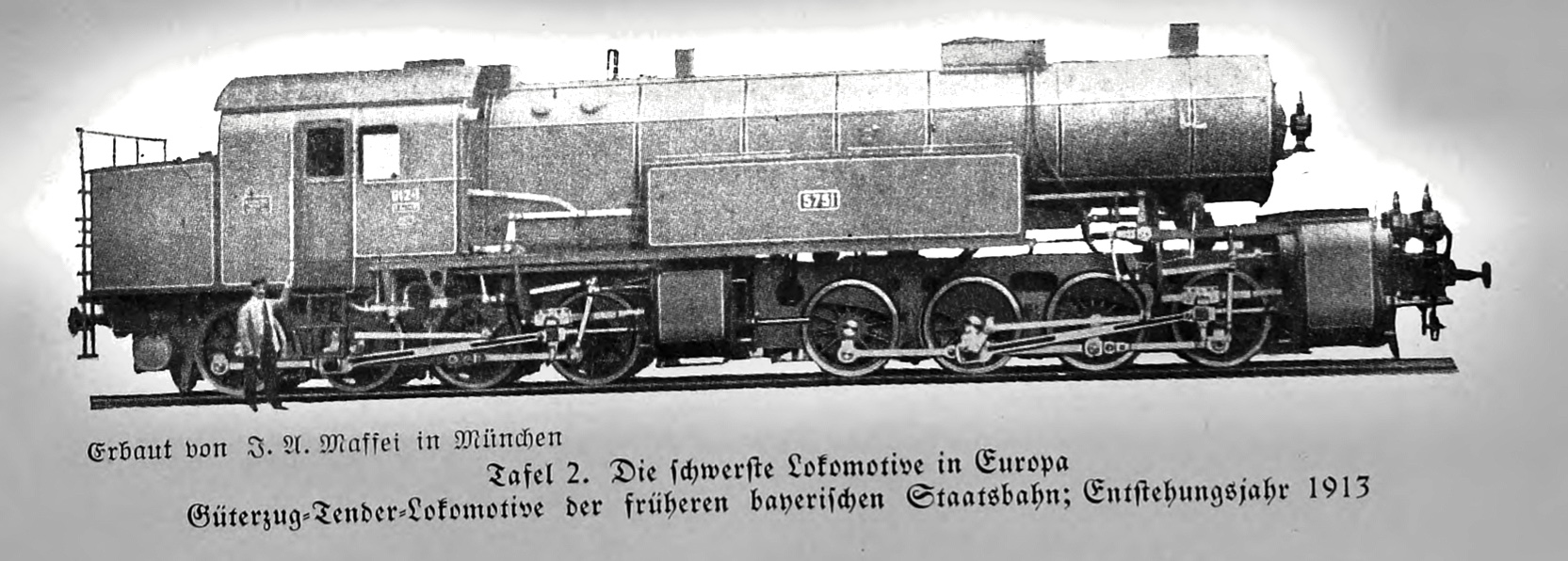
Güterzuglokomotive Maffei von 1913
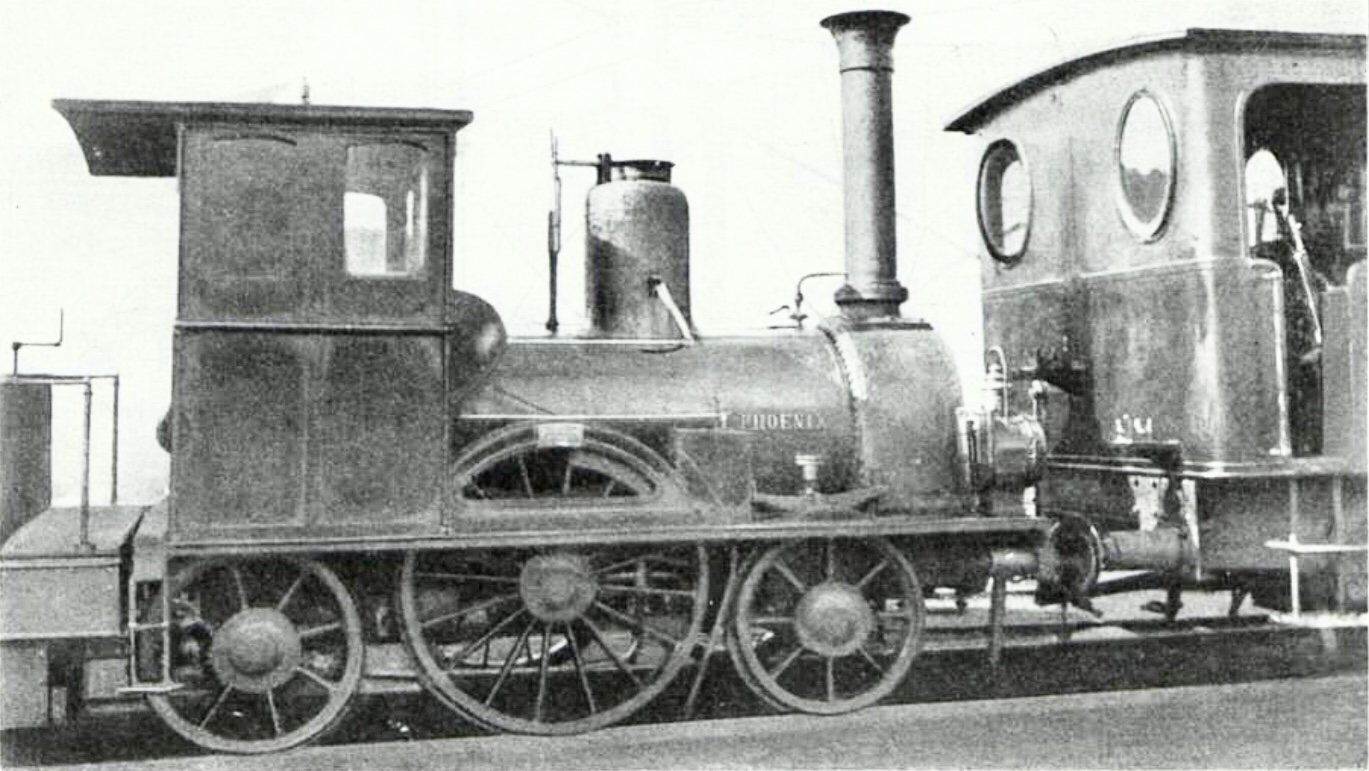
Phoenix von 1853
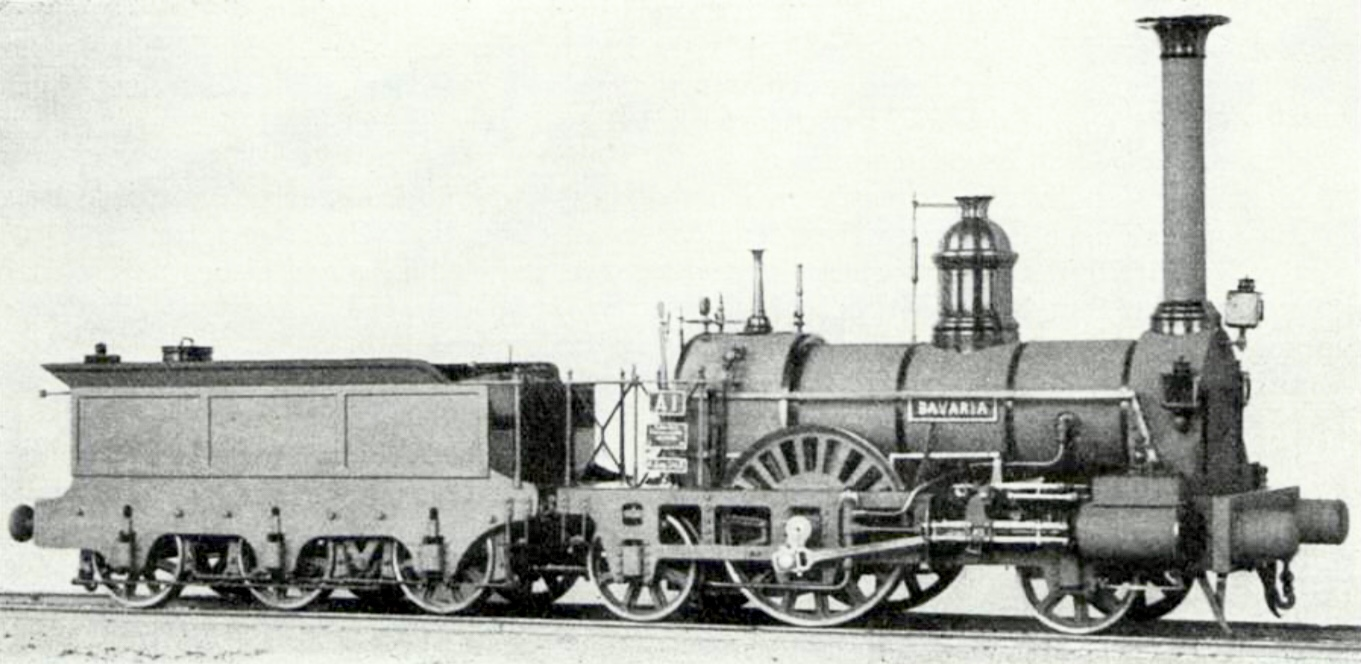
Lokomotiven- und Maschinenfabrik J.A. Maffei „Bavaria“ 1845
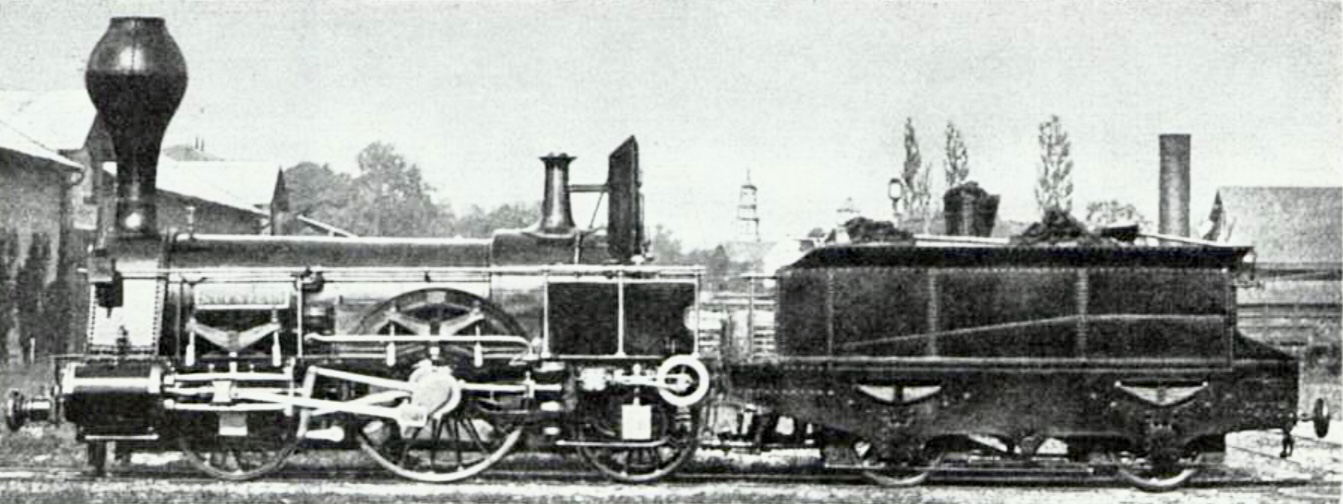
Lokomotiven- und Maschinenfabrik J.A. Maffei „Kufstein“ 1854

### Straßenzugmaschinen
Straßenzugmaschinen wurden zunächst in Lizenz von Chenard & Walcker gefertigt und als Frankonia-Zugmaschinen vertrieben. 1928 wurde die Frankonia-Zugmaschine zum Typ ZM 10 weiterentwickelt. Parallel dazu wurde der Typ MSZ 10 entwickelt, welcher ab Oktober 1928 in Serie produziert wurde.